# Gestronella latirostris
Gestronella latirostris is een keversoort uit de familie bladkevers (Chrysomelidae). De wetenschappelijke naam van de soort werd in 1909 gepubliceerd door Raffaello Gestro.